# Episodi di VR Troopers (prima stagione)
La prima stagione della serie televisiva VR Troopers è stata trasmessa in anteprima negli Stati Uniti d'America in syndication tra il 3 settembre 1994 e il 28 febbraio 1995.
| nº | Titolo originale                    | Titolo italiano | Prima TV USA      | Prima TV Italia |
| -- | ----------------------------------- | --------------- | ----------------- | --------------- |
| 0  | Cybertron                           |                 | marzo 1994        |                 |
| 1  | The Battle Begins (Part 1)          |                 | 3 settembre 1994  |                 |
| 2  | The Battle Begins (Part 2)          |                 | 10 settembre 1994 |                 |
| 3  | Error in the System                 |                 | 14 settembre 1994 |                 |
| 4  | Lost Memories                       |                 | 15 settembre 1994 |                 |
| 5  | Battle for the Books                |                 | 16 settembre 1994 |                 |
| 6  | Oh Brother!                         |                 | 19 settembre 1994 |                 |
| 7  | Grimlord's Challenge                |                 | 20 settembre 1994 |                 |
| 8  | Computer Captive                    |                 | 21 settembre 1994 |                 |
| 9  | Kaitlin's Little Helper             |                 | 22 settembre 1994 |                 |
| 10 | The Virtual Spy                     |                 | 23 settembre 1994 |                 |
| 11 | The Virtual V-6                     |                 | 26 settembre 1994 |                 |
| 12 | No One's Friend                     |                 | 27 settembre 1994 |                 |
| 13 | Dogmatic Change                     |                 | 28 settembre 1994 |                 |
| 14 | Searching for Tyler Steele          |                 | 30 settembre 1994 |                 |
| 15 | Save the Trees                      |                 | 2 ottobre 1994    |                 |
| 16 | A Dirty Trick                       |                 | 4 ottobre 1994    |                 |
| 17 | Kaitlin's Front Page                |                 | 5 ottobre 1994    |                 |
| 18 | The Dognapping                      |                 | 7 ottobre 1994    |                 |
| 19 | My Dog's Girlfriend                 |                 | 10 ottobre 1994   |                 |
| 20 | Digging for Fire                    |                 | gennaio 1994      |                 |
| 21 | The Great Brain Robbery             |                 | 12 ottobre 1994   |                 |
| 22 | The Dojo Plot                       |                 | 14 ottobre 1994   |                 |
| 23 | Grimlord's Greatest Hits            |                 | gennaio 1994      |                 |
| 24 | The Disappearance                   |                 | 25 ottobre 1994   |                 |
| 25 | Nightmares                          |                 | 31 ottobre 1994   |                 |
| 26 | Secret Admirer                      |                 | gennaio 1994      |                 |
| 27 | Grimlord's House of Fear            |                 | gennaio 1994      |                 |
| 28 | Three Strikes                       |                 | 7 novembre 1994   |                 |
| 29 | Danger in the Deep                  |                 | gennaio 1994      |                 |
| 30 | Small But Mighty                    |                 | 9 novembre 1994   |                 |
| 31 | Defending Dark Heart (Part 1)       |                 | 14 novembre 1994  |                 |
| 32 | Defending Dark Heart (Part 2)       |                 | 15 novembre 1994  |                 |
| 33 | Defending Dark Heart (Part 3)       |                 | 16 novembre 1994  |                 |
| 34 | Defending Dark Heart (Part 4)       |                 | 17 novembre 1994  |                 |
| 35 | Ghost Biker                         |                 | 18 novembre 1994  |                 |
| 36 | Endangered Species                  |                 | 21 novembre 1994  |                 |
| 37 | Field Goal                          |                 | 22 novembre 1994  |                 |
| 38 | The Littlest Trooper                |                 | gennaio 1994      |                 |
| 39 | The Reality Virus                   |                 | 29 novembre 1994  |                 |
| 40 | Friends in Need                     |                 | 30 novembre 1994  |                 |
| 41 | Good Trooper, Bad Trooper           |                 | 6 febbraio 1995   |                 |
| 42 | The Transmutant                     |                 | 7 febbraio 1995   |                 |
| 43 | Who's King of the Mountain?         |                 | gennaio 1994      |                 |
| 44 | The Couch Potato Kid                |                 | 9 febbraio 1995   |                 |
| 45 | The Old Switcharoo                  |                 | 10 febbraio 1995  |                 |
| 46 | Race to the Rescue                  |                 | 13 febbraio 1995  |                 |
| 47 | Fiddler on the Loose                |                 | 14 febbraio 1995  |                 |
| 48 | Virtually Powerless                 |                 | 15 febbraio 1995  |                 |
| 49 | New Kids on the Planet              |                 | 20 febbraio 1995  |                 |
| 50 | Message from Space                  |                 | 22 febbraio 1995  |                 |
| 51 | The Rise of the Red Python (Part 1) |                 | 27 febbraio 1995  |                 |
| 52 | The Rise of the Red Python (Part 2) |                 | 28 febbraio 1995  |                 |